# Wilhelm Bittrich
Wilhelm Bittrich (Wernigerode, 1894. február 26. – Wolfratshausen, 1979. április 19.) német katona, a Waffen-SS-ben Obergruppenführer a második világháború idején.

## Élete
Poroszország Szász Tartományában, Wernigerode-ban született (ma: Szász-Anhalt szövetségi tartomány). Az első világháború idején sorozták be katonának, a háború alatt vadászpilótaként teljesített szolgálatot. 1918-at követően belépett a Freikorpsba, melynek tagjaként részt vett a német kommunista felkelők elleni harcokban.
1932-ben lépett be az SS-be, majd részt vett Lengyelország 1939-es lerohanásában és az 1940-es franciaországi hadjáratban.
1941 októberében átvette a 2. „Das Reich” páncélos hadosztály parancsnokságát, melynek élén részt vett a keleti fronton vívott harcokban, tisztségéről azonban decemberben elmozdították és Franciaországba helyezték, ahol megszálló egységek felett parancsnokolt. Áthelyezését nagy mértékben annak köszönhette, hogy felettesei irányában nem tanúsított túl nagy tiszteletet, mint azt Albert Speer is megemlíti emlékirataiban egy Bittrichhel való 1944-es találkozása kapcsán. Nem bizonyított feltevések szerint Bittrich Erwin Rommellel együtt tudott a Hitler ellen készülődő merényletről, a merénylet sikertelensége után azonban Rommellel ellentétben mégsem esett bántódása. A háború vége fele azonban különösen rossz viszonyba került Heinrich Himmlerrel, aki kezdeményezte is Bittrich leváltását és Berlinbe való helyezését. Bittrich ekkor Walter Model tábornagy szolgálatában állt, akinek köszönhetően ez nem történt meg, Model Himmler kezdeményezését elutasította.
1944-ben Bittrich a II. SS páncélos hadtest élén tevékenyen részt vett a Market Garden hadműveletben, jelentős szerepet játszva a győzelem kivívásában. Később, 1945. áprilisában Bécs ostroma idején a német csapatok egyik parancsnoka volt, de Hitler parancsát megtagadva rövid harc után feladta a várost.
Május 8-án amerikai fogságba esett, akik később átadták őt a francia hatóságoknak. Egy francia bíróság 17 maquisard kivégeztetésével vádolta meg, amit azonban nem sikerült bizonyítani, sőt a jelentések szerint Bittrich bírósági eljárást kezdeményezett a 17 személyt ítélet nélkül kivégző katonák ellen. Végül a bíróság amiatt ítélte öt év börtönre Bittrichet, hogy „nem ellenőrizte megfelelően beosztottai munkáját”. 1953-ban ismét vádat emeltek ellene, de ezúttal felmentették és 1954-ben szabadlábra helyezték. Hátralevő életét visszavonultan töltötte, a bajorországi Wolfratshausen kórházában halt meg, 1979-ben.